# Никола Панайотов
Никола Панайотов е български общественик, председател на Струмишката българска община.

## Биография
Никола Панайотов е виден струмишки гражданин. Роден е около 1816 година. Има един крак и затова е известен като Крив Колю. Към месец януари 1878 година е българският мухтарин в Струмица. Наклеветен от владиката Агатангел е докаран при каймакамина, който му взел печата и го изпъдил. Участва във възстановяването на българската община в Струмица в 1881 година и е избран за неин председател. На 19 февруари 1883 година Панайотов изпраща писмо до Тодор Хаджимишев, драгоман при руското консулство в Солун, с което го моли от името на местното население да направи постъпки „гдето намери за потребно“ за връщане на българския учител в Струмица, като заплашва, че иначе народът ще се поддаде на пропагандата на католици и протестанти.